# Товарищество Собинской мануфактуры бумажных изделий
Товарищество Собинской мануфактуры бумажных изделий — предприятие текстильной промышленности Российской империи.
В 1870 году на всероссийской мануфактурной выставке в Петербурге «Товарищество Собинской мануфактуры» удостоилось золотой медали «За хорошее качество пряжи и миткали, при обширном производстве». В 1882 году на Всероссийской промышленной и художественной выставке в Москве получило награду — право изображения Государственного герба Российской империи на вывесках и изделиях.

## История
В 1856 году купцы Лосевы открыли в Москве торговый дом «Лука и Матвей братья Лосевы», торговали чаем, сахаром и мануфактурным товаром. Со временем братья Лосевы решили заняться более солидным делом, и в 1858 году купцы: владимирский — Лука Васильевич Лосев и ейский — Матвей Васильевич Лосев, совместно с владимирским купцом Александром Андреевичем Никитиным и кинешемским купцом Галактионом Ивановичем Миндовским) — учредили «Товарищество Собинской мануфактуры бумажных изделий». Директором мануфактуры был избран Лука Лосев, её правление находилось в Москве, в Старогостином дворе на Варварке.
26 мая 1858 года на имя Е. С. Тиличеева, владимирского губернатора, поступило прошение А. А. Никитина об учреждении им с товарищами Собинской мануфактуры бумажных изделий в пустоши Собинской Владимирского уезда. Мануфактура была основана на землях, принадлежавших Никитину и находилась в удобном месте — рядом шло строительство железной дороги Москва — Нижний Новгород, поблизости находилась также водная артерия — река Клязьма. В августе 1858 года (по другим данным 30 апреля 1859 года) фабрика начала работать на привозном сырье — хлопок поступал из Америки, а также из Бухары, закупаемый на Нижегородской ярмарке. Сырьё и готовая продукция поступали и отправлялись по железной дороге (станция Ундол ныне Горьковской железной дороги на линии Москва — Владимир).
Одновременно с фабрикой было начато строительство жилья для рабочих — согласно архивным документам, на фабрике насчитывалось 1300 человек, из них пятеро мастеров-англичан. Вокруг фабрики стали появляться постройки — каменные здания казарменного типа для рабочих и складские помещения, баня, выложенная камнем дорога до станции Ундол, наплавной мост через Клязьму. В 1873 году при фабрике было основано училище и построена деревянная больница (ныне Собинская районная больница). Количество рабочих в 1879 году достигло 1819 человек, стоимость производимой продукции — 2,2 миллиона рублей. В 1884 году был освящён храм Воскресения Христова, после этого поселение при предприятии «Собинова пустошь» стало называться Собинка. В ноябре 1889 года на Собинской мануфактуре произошёл крупный пожар, и за несколько часов сгорели все фабричные корпуса с машинами и товаром — убыток составил около 3 миллионов рублей. За полтора года фабрику восстановили, и в 1890 году она продолжила работать — с этого момента в её цехах стояло новое оборудование английских фирм, впервые появилось электрическое освещение, которое подавалось от центральной паровой машины через генератор. Таким образом Собинская мануфактура стала одним из крупнейших предприятий Владимирской губернии.
При фабрике была создана школа кройки и женских рукоделий дочерей фабричных рабочих. В 1901 году была открыта богадельня для престарелых рабочих и приют для малолетних сирот, а также детские ясли. В 1905 году на фабрике прошли массовые забастовки и первая революционная стачка. Весной 1912 года в Собинке состоялась рабочая маёвка, на которой выступил приезжий представитель большевиков из Москвы. Трудности на производстве появились с началом Первой мировой войны и последовавшей Февральской революцией. После Октябрьской революции, 28 июля 1918 года, предприятие «Товарищества Собинской мануфактуры» было национализировано. В Гражданскую войну оно остановило свою работу. После окончания войны, в 1922 году, декретом ВЦИК фабрике было присвоено звание «Коммунистический Авангард». Это имя сохранилось до 1990-х годов, в настоящее время входит в объединение фабрик ГОФ (Городищенская отделочная фабрика).
Здание рабочих казарм в настоящее время является памятником градостроительства и архитектуры регионального значения, охраняется государством. В Российской государственной библиотеке сохранился Устав товарищества Собинской мануфактуры бумажных изделий.